# Hedong Shuiku
Hedong Shuiku är en reservoar i Kina. Den ligger i provinsen Hunan, i den södra delen av landet, omkring 98 kilometer väster om provinshuvudstaden Changsha. Hedong Shuiku ligger 187 meter över havet. I omgivningarna runt Hedong Shuiku växer i huvudsak blandskog.
Genomsnittlig årsnederbörd är 1 741 millimeter. Den regnigaste månaden är maj, med i genomsnitt 279 mm nederbörd, och den torraste är oktober, med 50 mm nederbörd.